# Platební agentura
Platební agentura je organizace, která zprostředkovává přenosy peněz.
V Česku jsou zatím ministerstvem financí akreditované dvě platební agentury:
- Agrární platební agentura
- Státní zemědělský intervenční fond